# Линькова, Вера Петровна
Ве́ра Петро́вна Линько́ва (5 января 1954, Петрозаводск) — русский детский писатель и поэт, журналист. Член Союза российских писателей и Союза литераторов России. Народный писатель (2000) и литературный критик.

## Биография
Родилась 5 января 1954 года в городе Уштобе Талды-Курганской области Казахстана.
В 1980 году окончила факультет журналистики МГУ.
Работала в районной газете «Призыв» города Лахденпохья, петрозаводской газете «Комсомолец», на Центральном радио и телевидении.
Печаталась в журналах «Мурзилка», «Трамвай», «Весёлые картинки», «Домашний очаг», в литературном альманахе «Поэзия» и в других.
Вера Петровна написала книги стихов для детей «С глухарём поговорю» (1986), «Царевна Морошка» (1988), «Съел павлин горячий блин» (1991), «Замечательная Я» (2012), «В доме на вороне» (2015), «Эх, корова-РАСкорова!» (2019).
Опубликовала поэтические сборники «Видения в городе нищих» (1991) и «Бабочка в часах» (1993).
Выпустила несколько книг по артпедагогике. Автор сказки-пособия по русской грамматике «Алина в царстве Существительном» была издана в (1997). В издательстве «АСТ» вышли альбомы по чтению и грамоте «Учись читать с птицей Бу» из серии «Страна чудес», рекомендованных Министерством образования РФ, а также альбомы по математике и биологии (1997—1999).
В. П. Линькова разработала авторскую методику «Обучение грамоте методом синкретического искусства». Методика разрабатывалась в ходе работы с учениками первых классов в Карелии. Существенным в этой методике являются рисование, включение сказочного сюжета в ролевую игру самих учеников. Синкретика, как арт-технологический приём, связан с тем, что «дети любят играть, рисовать, танцевать, придумывать сказочные истории».
В 1986 году создала и стала вести литературно-художественную студию «Биномка» в Российской государственной детской библиотеке в Москве, в основу студии легли приёмы из книги Джанни Родари «Грамматика фантазии».
По занятиям студии издала несколько книг: «Поиграем в БИНОМКУ!» (2015), «Сказки-биномки» (развитие речи и нестандартного мышления по «Грамматике фантазии» Джанни Родари) (2015), «Сказки-биномки из 3-го „А“ и „Кимберлитовой Трубки“»(2017), «Превращение Лейки-Грамматейки в частицу НЕ» (2018), «Радуга с блинами» (2019), «Вернисаж с английской лошадью» (2019).
В 1987—1989 В. П. Линькова написала роман «Лекари великой зари». Из четырёх частей сохранилась только первая.
Была автором и ведущей передачи для подростков с трудными судьбами «Поверженные короли» на Радио России, много лет писала сценарии программ «Спокойной ночи, малыши».
В проекте «Женская поэзия» Натальи Лайдинен представлено интервью с Верой Линьковой на телеканале ГТРК «Карелия». В 2000-м году при обмене московской квартиры В. П. Линькова стала жертвой аферистов. Она потеряла квартиру и была выселена с дочкой на улицу. Четыре года испытаний стали для Веры Линьковой материалом для новой книги «Архипелаг бездомных. Бомжи, кому это выгодно?». По этой книге киностудия Русь сняла полнометражный документально-художественный фильм «Упасть и подняться».
С 2007 по 2010 год издавала в Петрозаводске детскую литературную газету «Соломинка».
В 2000 году «за высокие достижения в области сочинительства, за создание мира сказок, фантазий и снов», В. П. Линьковой присуждено звание «Народный писатель», в 2007 стала лауреатом второго Международного конкурса детской и юношеской литературы имени Алексея Николаевича Толстого. В 2008 году Вера Петровна с книгой «Письма в облака» стала лауреатом литературного конкурса имени Сергея Михалкова на лучшее художественное произведение для подростков. Является лауреатом литературных конкурсов «Согласование времен», «„Русский Stil“ 2010».
Рецензия на книгу Марии Галиной «Автохтоны» вошла в короткий список победителей конкурса «Фанткритик — 2016». Входит в состав экспертной коммиссии Международного ежегодного литературного фестиваля «Петроглиф».
Вера Петровна Линькова с 2017 года руководила студией прозы «Мастерская слова» в средней школе № 10 имени А. С. Пушкина в Петрозаводске. Для публикации лучших работ учеников школ Петрозаводска В. П. Линькова вместе с поэтессой Еленой Харламовой начали издавать детский литературный альманах «Первоцветы». Особое внимание на занятиях со школьниками Вера Петровна уделяет литературным тропам. Для отработки писательских навыков писательница вместе с учениками обращалась к творчеству Н. В. Гоголя, А. П. Чехова, Салтыкова-Щедрина, Рэя Брэдбери и других писателей.
В 2019 году В. П. Линькова опубликовала рассказ «И радуга в лодке с острова Луотосаари» в сборнике «Поцелуй Карьялы» Международного литературного фестиваля «Петроглиф», проводящегося в Карелии с 2013 года.